# Riksväg 77
Der Riksväg 77 ist eine schwedische Fernverkehrsstraße in Uppsala län und Stockholms län. Er verbindet die Städte Uppsala und Norrtälje.

## Verlauf
Die Straße zweigt bei Knivsta vom Europaväg 4 ab und verläuft, den See Valloxen passierend und den Länsväg 272 kreuzend, in östlicher Richtung über Rimbo, wo sie den Länsväg 280 kreuzt, zu dem hier autobahnähnlich ausgebauten, über Norrtälje zum Fährhafen Kapellskär führenden Europaväg 18, an dem sie endet.
Die Länge der Straße beträgt 48 km.

## Geschichte
Die Straße trägt ihre Bezeichnung seit dem Jahr 1962.